# Karel Kolman
Karel Kolman (26. srpna 1892 Zahrádky u Jindřichova Hradce – 28. března 1962 Trhový Štěpánov) byl český ředitel škol, kronikář, spisovatel, básník a vlastivědný pracovník.

## Život a dílo
Zasloužil se mimo jiné o vybudování sboru Církve bratrské v Trhovém Štěpánově, v němž působil i jako kazatel. Byl též ředitelem Biblického ústavu v Kutné Hoře.
Sepsal dějiny Trhového Štěpánova do roku 1918.